# مورات تليشيف
مورات تليشيف (12 أبريل 1980 بطراز في كازاخستان - ) هو لاعب كرة قدم كازاخستاني في مركز الهجوم. شارك مع منتخب كازاخستان لكرة القدم. أما مع النوادي، فقد لعب مع إف كي أتيراو ونادي آكتوبه ونادي أستانا ونادي أورداباسي ونادي إيرتيش بافلودار ونادي شاختار قراغندي ونادي طراز وFC Zhetysu ‏ وFC Zhenis ‏.

## وصلات خارجية
- مورات تليشيف على موقع الاتحاد الأوربي (الإنجليزية)
- مورات تليشيف على موقع قاعدة بيانات كرة القدم.إي يو (الإنجليزية)
- مورات تليشيف على موقع ناشيونال فوتبول تيمز (الإنجليزية)
- مورات تليشيف على موقع Soccerway.com (الإنجليزية)